# Dodge Charger (1976)
Der Dodge Charger des Modelljahrs 1976 ist ein zweitüriges Coupé, das der US-amerikanische Automobilhersteller Chrysler über seine Marke Dodge nur in diesem Jahr mit dieser Bezeichnung verkaufte. Das Auto ist technisch und stilistisch die zweitürige Version des Mittelklassefahrzeugs Dodge Coronet, das in diesem Jahr nur als Vier- und Fünftürer im Programm war. Mit dem gleichzeitig angebotenen Dodge Charger SE ist der Charger technisch verwandt, äußerlich und hinsichtlich der Vermarktung gibt es aber keine Gemeinsamkeiten: Der deutlich teurere Charger SE wurde in einem höheren Marktsegment angeboten.

## Entstehungsgeschichte

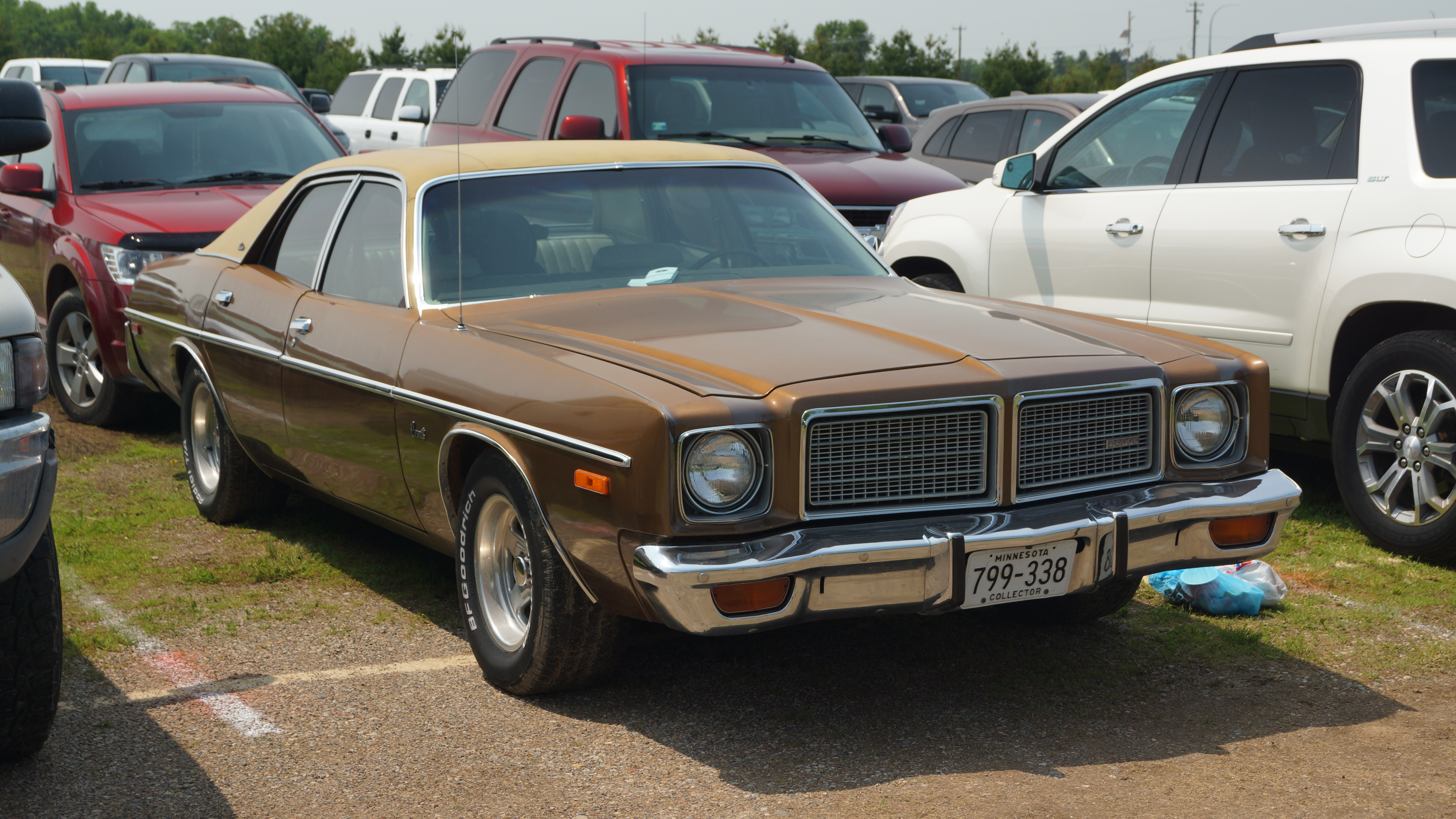
Viertürige Version: Dodge Coronet

Dodges Mittelklassereihe Coronet bestand in den frühen 1970er-Jahren nur aus viertürigen Limousinen und fünftürigen Kombis. Zweitürige Coronet-Coupés gab es seit 1971 formal nicht mehr; die Zweitürer mit Coronet-Technik wurden stattdessen als Dodge Charger verkauft.
Zum Modelljahr 1975 überarbeitete Dodge die Coronet-Reihe. Dabei entstand ein völlig neu gestalteter Zweitürer mit Coronet-Technik. Weil Dodge im gleichen Jahr den Namen Charger auf das markeneigene Parallelmodell zum Chrysler Cordoba übertragen hatte – dieses Auto hieß Dodge Charger SE –, wurden die neu entwickelten zweitürigen Coronet-Ableger im ersten Modelljahr wieder als Coronet bezeichnet. Diese Zuordnung galt aber nur für 1975. Aus Marketinggründen entschied sich das Dodge-Management dazu, den zweitürigen Coronet-Ableger 1976 – wie schon von 1971 bis 1974 – wieder unter der prestigeträchtigen Modellbezeichnung Charger zu verkaufen. Mit der Umbenennung des Coupés war die Hoffnung verbunden, dass der Ruf des Namens Charger auf dieses Mittelklassemodell abfärben und sich verkaufsfördernd auswirken würde. Damit stand der neue, auf Coronet-Technik basierende Charger in der Dodge-Palette nunmehr neben dem Charger SE, der ein völlig anderes Auto und als Personal Luxury Coupé auch in einem anderen, wesentlich höherwertigen Segment positioniert war. Die Verwendung der Bezeichnung Charger für zwei unterschiedliche Modelle im Modelljahr verwirrte die Kundschaft und erwies sich als kontraproduktiv. Zum anderen wurde kritisiert, dass der vom Coronet abgeleitete Charger überhaupt keine Bezüge zu dem gleichnamigen Muscle-Car der späten 1960er Jahre habe; Dodge habe damit eine Automobillegende bis zur Unkenntlichkeit verwässert.
Dodge reagierte auf die Kritik und gab dem zweitürigen Coronet-Ableger zum Modelljahr 1977 nochmals eine neue Bezeichnung. In diesem Jahr benannte Dodge die Coronet-Reihe in Monaco um. Zugleich wurde der zweitürige Ableger in die Monaco-Reihe integriert; er hieß nun Monaco Hardtop Coupé. Diesen – dritten – Namen behielt das Fahrzeug bis zur Produktionseinstellung Ende 1978 bei. Dodges Schwestermarke Plymouth machte diese Politik der Namenswechsel nicht mit: Die dortige Parallelbaureihe zum Dodge Coronet bzw. Monaco hieß während der gesamten Produktionszeit von 1975 bis 1978 durchgängig Plymouth Fury. Das galt auch für den zweitürigen Ableger, der baugleich mit dem Dodge Coronet Coupé/Charger/Monaco Coupé war.

## Modellbeschreibung

### Karosserie

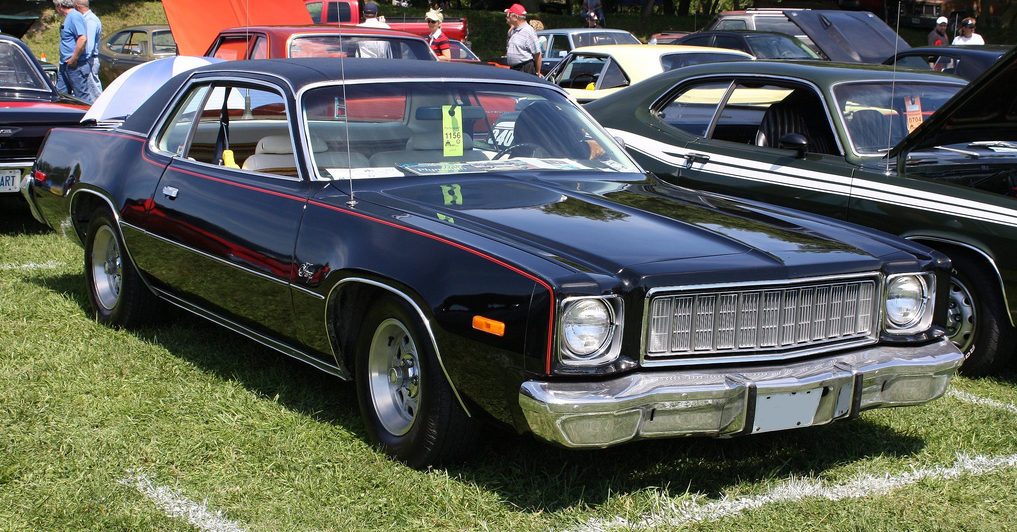
Zweitüriges Stufenheckcoupé (hier das baugleiche Plymouth Fury Coupé)

Der Dodge Charger ist ein zweitüriges Stufenheckcoupé mit einer Karosserie aus Stahlblech. Die Frontpartie entspricht stilistisch der Coronet-Limousine, die Wagenflanken und die Heckpartie weichen hingegen deutlich davon ab. Während die Limousine, deren Design auf das Jahr 1970 zurückgeht, eine ausgeprägte Coke-Bottle-Linie zeigt, die 1976 bereits veraltet war, verläuft die Gürtellinie des Coupés annähernd waagerecht. Am Heck des Coupés sind schmale, senkrecht angeordnete Rückleuchten angebaut, während die Coronet-Limousine breite, waagerechte Rückleuchten hat, die in die hinteren Stoßstangen eingebettet sind. Der Kofferraumdeckel hat eine trapezförmige Ausbuchtung, die an ein Continental Kit (frei am Heck stehendes Reserverad in einer Verschalung) erinnern soll.

### Fahrwerk
Der Dodge Charger hat einen Kastenrahmen. Technisch entspricht seine Konstruktion weitestgehend dem Rahmen des viertürigen und des fünftürige Dodge Coronet, allerdings ist der Radstand des Coupés etwa 7 cm kürzer. Die Vorderradaufhängung besteht aus Querlenkern mit Drehstabfedern, hinten hat das Auto eine Starrachse mit Blattfedern.

### Motor und Kraftübertragung

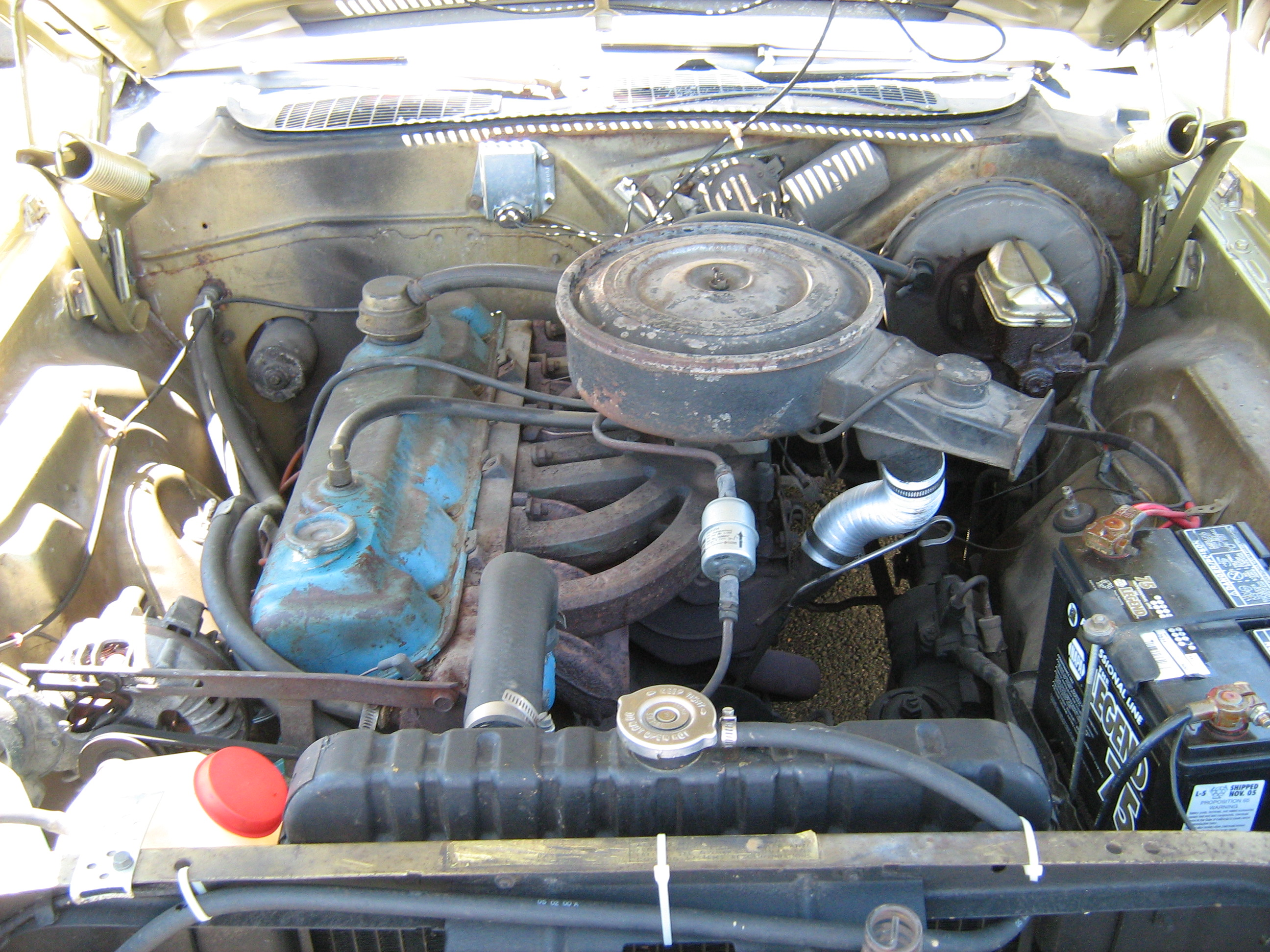
Chryslers Slant-Six-Reihensechszylindermotor

Als Antrieb standen ein Reihensechszylinder- und drei Achtzylinder-V-Motoren zur Verfügung:
- Serienmäßig wurde der Charger mit dem 3687 cm³ (225 cui) großen Slant Six ausgeliefert, der 100 SAE-PS (netto) leistet.
- Der kleinste V8-Motor war der 5211 cm³ (318 cui) mit einer Leistung von 150 SAE-PS.
- Der 5899 cm³ (360 cui) große Achtzylinder-V-Motor war wahlweise mit 170 oder 175 SAE-PS erhältlich.
- Stärkste Motorisierung war der 6554 cm³ (400 cui) große Achtzylindermotor, der 185 SAE-PS leistet.

Beim Sechszylindermotor war ein handgeschaltetes Getriebe erhältlich, die übrigen Motoren wurden ausschließlich mit einer Dreigangautomatik vom Typ TorqueFlite ausgeliefert. Der Antrieb erfolgte jeweils auf die Hinterräder.

## Ausstattungen und Preise
Der Dodge Charger wurde in einer Basisversion als Charger (ohne Zusatzbezeichnung) und in einer besser ausgestatteten Version als Charger Sport angeboten. Die Listenpreise reichten von 3736 $ bis 4025 $. Der Charger SE – das Schwestermodell des Chrysler Cordoba – war deutlich teurer; sein Listenpreis lag bei 4763 $.

## Produktion
Der Dodge Charger wurde ebenso wie die vier- und fünftürigen Coronets in Chryslers Werk in Hamtramck, Michigan, hergestellt. Für das Modelljahr 1976 entstanden insgesamt 23.732 Charger. Der Abverkauf der 1976 gebauten Autos ging noch weit in das Modelljahr 1977 hinein, als die Neufahrzeuge bereits als Dodge Monaco Coupé vermarktet wurden. Zahlreiche Charger standen monatelang auf Halden im Umfeld von Detroit.